# Podmilj, Lukovica
Podmilj je naselje v Občini Lukovica.